# Кирліг (Ясси)
Кирліг (рум. Cârlig) — село у повіті Ясси в Румунії. Входить до складу комуни Попрікань.
Село розташоване на відстані 328 км на північ від Бухареста, 6 км на північ від Ясс.

## Населення
За даними перепису населення 2002 року у селі проживали 618 осіб, усі — румуни. Усі жителі села рідною мовою назвали румунську.